# Neophytos I.
Neophytos I. (griechisch Νεόφυτος Α΄) war Patriarch von Konstantinopel 1153 oder 1154.

## Leben
Neophytos war Mönch in Konstantinopel. Im Oktober 1154 (oder 1153) wurde er zum Patriarchen von Konstantinopel ernannt. Noch vor seiner Amtseinführung trat er im November 1154 zurück.
Sein Todesjahr ist unbekannt.